# Platystemma
Platystemma é um género botânico pertencente à família Gesneriaceae.

## Espécies
- Platystemma majus
- Platystemma violoides

## Nome e referências
Platystemma Wall.